# Gonbad-e Kavus
Gonbad-e Kavus, auch Gonbad-e Kāvus, Gonbad-i Kāvoos, Gonbadekavoos, Gonbad-e Kāvūs, Gonbad Qābūs, Gonbad Qavoos, Gunbad-i-Kāwās, Gunbad-i-Kāwūs, Gonbæde Kavus, Günbədkavus oder Gunbad-i-Kāvūs, ist eine Stadt in der Provinz Golestan, Iran.
Der neuzeitliche Name bedeutet „Der Turm von Kavus“, bezieht sich auf das bedeutende antike Monument in der Stadt. Der historische Name Astarabad wurde in den 1930er Jahren der benachbarten Stadt zugewiesen.
Sie ist Hauptort des gleichnamigen Landkreises in der Provinz Golestān im Nordosten des Iran.

## Höhere Bildungseinrichtungen
- Gonbad Kavous University
- Islamic Azad University of Gonbad
- Payamnoor University of Gonbad[2]

## Bedeutende Persönlichkeiten
- Sardar Azmoun (* 1995), Fußballspieler
- Farhad Ghaemi
- Parham Maghsoodloo (* 2000), Schachspieler
- Magtymguly Pyragy (ca. 1724–ca. 1807), turkmenischer Poet und Sufi des 18. Jahrhunderts
- Shahpour Turkian
- Mohsen Yeganeh (* 1985), Sänger und Musiker
- Golnar Katrahmani (* 1983), Künstlerin und Kreativdirektorin